# Bataille d'Albert (1914)
Pour les articles homonymes, voir Bataille d'Albert.
Première Guerre mondiale
Batailles
Front d'Europe de l’Ouest
- Liège (8-1914)
- Namur (8-1914)
- Frontières (8-1914)
- Anvers (9-1914)
- Grande Retraite (9-1914)
- Marne (9-1914)
- Course à la mer (9-1914)
- Yser (10-1914)
- Messines (10-1914)
- Ypres (10-1914)
- Givenchy (12-1914)
- 1re Champagne (12-1914)
- Hartmannswillerkopf (1-1915)
- Neuve-Chapelle (3-1915)
- 2e Ypres (4-1915)
- Colline 60 (4-1915)
- Artois (5-1915)
- Festubert (5-1915)
- Quennevières (6-1915)
- Linge (7-1915)
- 2e Artois (9-1915)
- 2e Champagne (9-1915)
- Loos (9-1915)
- Verdun (2-1916)
- Redoute Hohenzollern (3-1916)
- Hulluch (4-1916)
- 1re Somme (7-1916)
- Fromelles (7-1916)
- Arras (4-1917)
- Vimy (4-1917)
- Chemin des Dames (4-1917)
- 3e Champagne (4-1917)
- 2e Messines (6-1917)
- Passchendaele (7-1917)
- Cote 70 (8-1917)
- 2e Verdun (8-1917)
- Malmaison (10-1917)
- Cambrai (11-1917)
- Bombardements de Paris (1-1918)
- Offensive du Printemps (3-1918)
- Lys (4-1918)
- Aisne (5-1918)
- Bois Belleau (6-1918)
- 2e Marne (7-1918)
- 4e Champagne (7-1918)
- Château-Thierry (7-1918)
- Le Hamel (7-1918)
- Amiens (8-1918)
- Cent-Jours (8-1918)
- 2e Somme (9-1918)
- Bataille de la ligne Hindenburg
- Meuse-Argonne (10-1918)
- Cambrai (10-1918)

Front italien
Front d'Europe de l’Est
Front des Balkans
Front du Moyen-Orient
Front africain
Bataille de l'Atlantique
La bataille d'Albert commença le 25 septembre 1914, dans le cadre de la course à la mer, au début de la Première Guerre mondiale. Elle a lieu dans le prolongement immédiat de la première bataille de la Marne et de la première bataille de l'Aisne.

## Contexte historique
En août 1914, l’armée allemande met en œuvre son plan d’invasion de la Belgique et de la France pour prendre Paris le plus rapidement possible. L'armée française recule sur l'ensemble du front. Le 28 août 1914, les Allemands occupent l'Est du département de la Somme. Amiens est occupée le 31 août.
Mais du 6 au 12 septembre 1914, l'armée française réussit à stopper l'avancée allemande sur la Marne.
Après la bataille de la Marne, les états-majors allemands et français pensent que le seul moyen de remporter la victoire est d'essayer de déborder l'adversaire par le Nord-Ouest entre l'Oise et la mer du Nord. Cette période de la guerre de fin septembre au 12 octobre 1914, est appelée « course à la mer ».
Dans cette course à la mer, l'objectif des Allemands était de pousser vers l'ouest, vers la Manche, pour s'emparer des régions industrielles et agricoles du Nord de la France, coupant ainsi le ravitaillement du Corps expéditionnaire britannique et isolant la Belgique.

## Déroulement

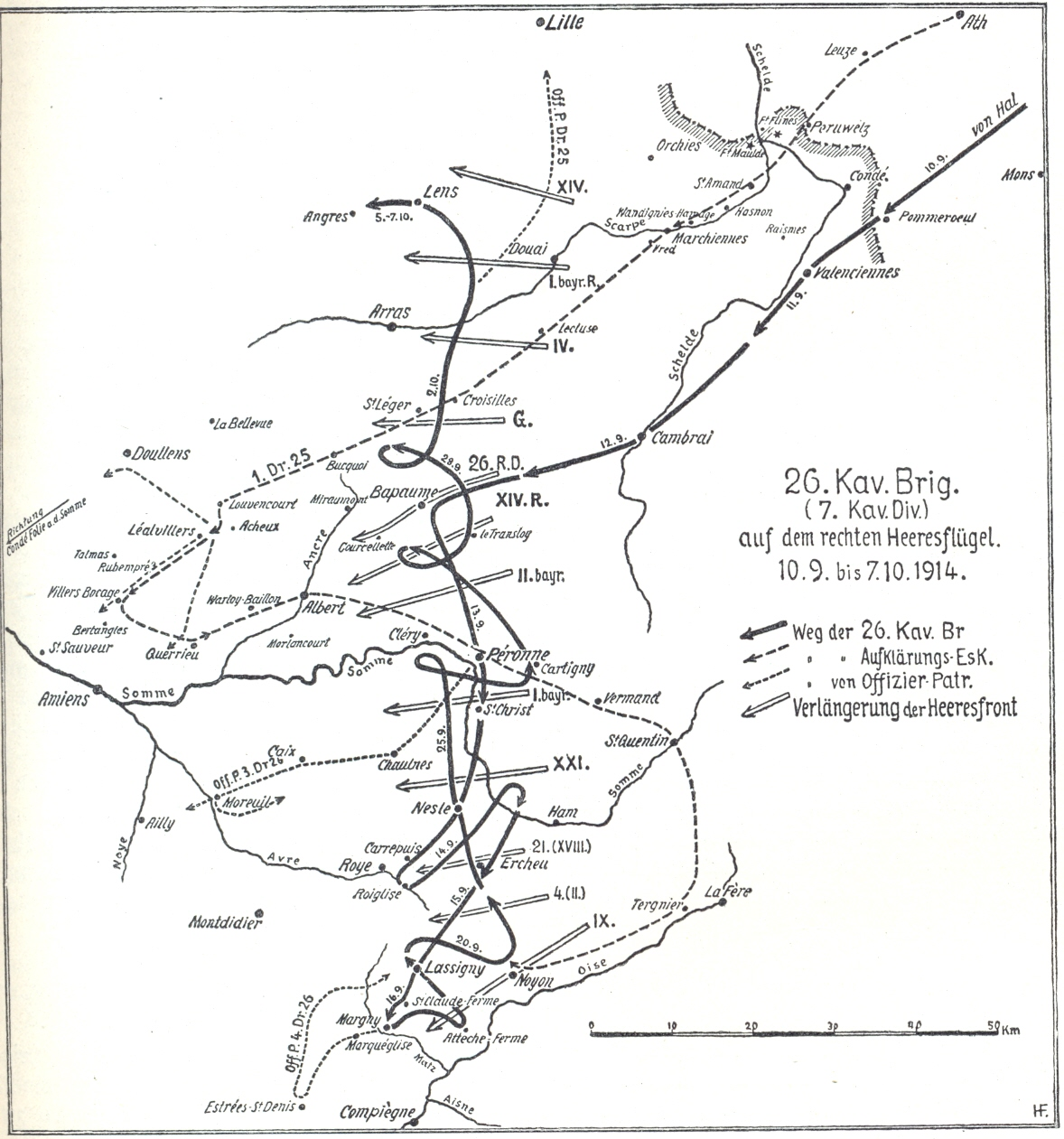
Carte allemande, septembre 1914, avance de la de cavalerie.

La Xe armée française  a commencé à se rassembler à Amiens depuis la mi-septembre et le 25 septembre elle fait marche à l'est. 
Le général de Castelnau, sous le commandement du général Joffre, lance une attaque frontale sur les positions allemandes près d'Albert (Somme), après l'échec des tentatives d'extension du front vers le nord.
Après une avancée française, le général de Castelnau doit faire face à une forte résistance et à la contre-offensive de la VIe armée allemande commandée par Rupprecht de Bavière qui atteignit Bapaume, le 26 septembre et Thiepval le jour suivant. 
Les combats restent indécis pendant quatre jours puis se déplacent plus au nord de la France et la Flandre.

## Conséquences
- Aucun des deux camps n'est capable de réaliser des gains significatifs lors de cet affrontement.
- Albert subit de violents bombardements qui détruisent le centre-ville[1].
- La bataille d'Albert se termine le 29 septembre avec le déplacement des combats au nord, vers Arras, Lille et dans la Flandre-Occidentale.

Le front se stabilise de l'Oise à la mer du Nord. Cette confrontation et celles qui suivent ne permettent pas à l'un des deux camps de l'emporter. La guerre de mouvement se transforme alors en guerre de tranchées.

## Pour approfondir